# Atusaye Nyondo
Atusaye Nyondo (Mzuzu, 15 de novembro de 1990), é um futebolista malawiano que atua como atacante. Atualmente, joga pelo Pretoria University

## Carreira
Nyondo começou sua carreira no Silver Strikers e em 6 de agosto de 2009, assinou com o Carara Kicks para atuar na segunda divisão da África do Sul. Ele passou duas temporadas jogando pelos Kicks e terminou a temporada 2010-11 como o artilheiro da divisão com 15 gols. No ano de 2011, se transferiu para o Supersport United da primeira divisão.
Na temporada 2013-14, Nyondo transferiu-se por empréstimo para o Pretoria University.
Nyondo atuou pela Seleção Malauiana de Futebol no Campeonato Africano das Nações de 2010.